# Каза Грамења (Павија)
Каза Грамења је насеље у Италији у округу Павија, региону Ломбардија.
Према процени из 2011. у насељу је живело 26 становника. Насеље се налази на надморској висини од 100 м.